# Кубок Данії з футболу 1992—1993
Кубок Данії з футболу 1992–1993 — 39-й розіграш кубкового футбольного турніру в Данії. Титул втретє здобув Оденсе.

## 1/8 фіналу
| Команда 1        | Рахунок      | Команда 2            |
| ---------------- | ------------ | -------------------- |
| Естюкке (3)      | 1:3          | Нествед              |
| Аварта (3)       | 1:3          | Болдклуббен 1913 (2) |
| Болдклуббен 1909 | 1:2          | Фрем                 |
| Копенгаген       | 2:0 дч       | Брондбю              |
| Відовре (3)      | 0:0 пен. 4:1 | Орхус                |
| Каструп (3)      | 3:4          | Люнгбю               |
| Оденсе           | 3:2 дч       | Вайле (2)            |
| Віборг (2)       | 1:3          | Ольборг              |

## 1/4 фіналу
| Команда 1            | Рахунок | Команда 2  |
| -------------------- | ------- | ---------- |
| Нествед              | 1:3 дч  | Фрем       |
| Відовре (3)          | 0:4     | Копенгаген |
| Люнгбю               | 0:4     | Оденсе     |
| Болдклуббен 1913 (2) | 0:2     | Ольборг    |

## 1/2 фіналу
| Команда 1  | Заг. | Команда 2 | 1-й матч | 2-й матч |
| ---------- | ---- | --------- | -------- | -------- |
| Копенгаген | 2:3  | Оденсе    | 0:2      | 2:1      |
| Фрем       | 2:3  | Ольборг   | 1:2      | 1:1      |

## Фінал
| 20 травня 1993 |

| Оденсе                         | 2:0      | Ольборг |
| ------------------------------ | -------- | ------- |
| Ельструп 29' (пен.) Гансен 86' | Протокол |         |

| Паркен, Копенгаген Глядачів: 9 023 Арбітр: Фінн Ламбек |